# García Fernández de Villamayor
García Fernández de Villamayor (c. 1170-c. 1241) fue un noble castellano de la primera mitad del siglo XIII. 
Desarrolló su carrera sobre todo en la corte al servicio de sucesivos monarcas ostentando el cargo de mayordomo real para la reina Leonor, la reina Berenguela y finalmente para el rey Fernando III. Junto a su esposa Mayor Arias se encargó de la educación del infante Alfonso, primogénito de Fernando III y futuro rey Alfonso X.

## Biografía

### Antecedentes familiares y genealogía
García Fernández, el fundador del linaje de Villamayor, debió nacer en la década de 1170 y es muy probable que fuera natural de la zona de Villaldemiro. Su nombre aparece por primera vez en un documento de 1194 en que los nietos de Ordoño Pérez y Urraca Fernández hacen entrega al obispo de Burgos de las heredades que procedentes de sus abuelos poseían en la localidad de Las Hormazas.
Aunque la historiografía lo conoce como García (o Garcí) Fernández de Villamayor, lo cierto es que en las fuentes no se le identifica con ese toponímico sino más bien con el de Villaldemiro. Villamayor y Villadelmiro son localidades situadas a unos veinte kilómetros al sur de Burgos, y es en aquella zona, en torno a las cuencas de los ríos Arlanzón y Arlanza, donde se encontraba el centro de sus posesiones.
No existe constancia documental directa que acredite los orígenes familiares de García Fernández. Se ha propuesto que fuera nieto de un García Ordóñez de Villamayor que aparece en el tratado de 1170 firmado entre Alfonso VIII de Castilla y Alfonso II de Aragón, lo que convertiría a la familia en una rama secundaria de la casa de Aza, aunque según los estudios más fiables, sería descendiente de Martín Díaz, personaje perteneciente a una familia nobiliaria de la comarca de Tierra de Campos. Su padre debió ser el mismo Fernando García que aparece como cofirmante de privilegios regios durante el reinado de Alfonso VIII y que participó en 1212 en la batalla de Las Navas de Tolosa, nuevamente sin que exista referencia expresa en la documentación. Igualmente se desconoce completamente su ascendencia materna.
La primera esposa de García Fernández fue Teresa Muñoz con quien ya estaba casado en 1203 y que falleció cerca de 1212. Es posible que fuera hija de Muño García y hermana de Ruy Muñoz de Guzmán (de quien proviene el linaje de los Guzmán) y disponía de un abundante patrimonio concentrado en la zona de Lerma. De este primer matrimonio provienen tres hijos: Rodrigo, Fernando y Mayor, con los cuales García Fernández firmó un acuerdo en 1228 para el reparto de la herencia materna. Otro indicio de estrecha relación con los Guzmán son algunas donaciones realizadas por hijos de García Fernández al monasterio de Santo Domingo de Caleruega en razón de la «grand naturaleza» que les unía a su contemporáneo Santo Domingo de Guzmán.
A la muerte de Teresa Muñoz, García Fernández se casó, no más tarde de 1206, conMayor Arias. De este matrimonio nacieron al menos siete hijos: Juan, Alfonso, Diego, Teresa, Marina, Urraca y Mencía. Es dudoso el origen familiar de Mayor Arias, aunque existen abundantes indicios de relación estrecha con Galicia y con el poderoso linaje gallego de los Limia.

### Mayordomo real
El de mayordomo regio («maiordomus curie regis») era un importante honor reservado a las principales figuras de la nobleza. En contraste con las del alférez, las obligaciones del mayordomo se ceñían al ámbito privado del monarca: su casa, su mesa, la administración del tesoro y el control de ingresos y gastos, funciones que proporcionaban influencia política y oportunidades de enriquecimiento personal. Para ello tenía a su cargo a un gran número de servidores: camareros, caballerizos, despenseros, etc. Asimismo los mayordomos aparecen regularmente como cofirmantes de privilegios reales.
En principio se puede considerar que García Fernández pertenecía, por linaje y patrimonio, a la nobleza media, lejos de la influencia y del prestigio que tenían en su época casas como los Lara o los Haro. El éxito de su posterior ascenso social se lo debió no a hechos de armas o alianzas matrimoniales sino a su posición en la corte real. Fue mayordomo de la reina Leonor, esposa de Alfonso VIII, entre 1211 y 1213; de la reina Berenguela, hija de Alfonso VIII y madre de Fernando III entre 1217 y 1232; y finalmente del mismo Fernando III entre 1232 y 1238. También aparece en algunos documentos como mayordomo regio de Fernando III entre 1224 y 1230, momento en el que el cargo era desempeñado por Gonzalo Rodríguez Girón. Es posible que esto confirme una relación estrecha con los Girón, ya atestiguada por otras fuentes, y que García Fernández fuese mayordomo de don Gonzalo a la vez que de la reina Berenguela.

### La educación de Alfonso X y trayectoria posterior

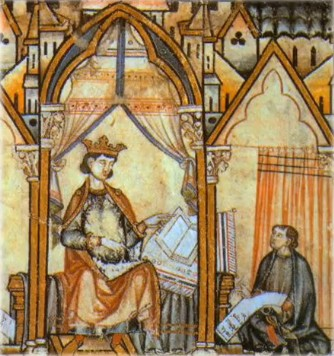
Alfonso X el Sabio.
Cantigas de Santa María.

Según la costumbre imperante en la corte sobre la educación de los infantes reales, y posteriormente recogida en las Siete Partidas, García Fernández fue designado como ayo del futuro rey Alfonso X el Sabio, junto a Urraca Pérez como ama. Parece que Alfonso recordaba esa época con nostalgia y agradecimiento; años después justificaba unas exenciones concedidas a la población de Celada del Camino con las siguientes palabras:

(...) porque don García Ferrandez e su muger donna Mayor Arias me criaron e me fezieron muchos seruicios e sennaladamiente porque me criaron en Villaldemiro e en Celada.
Carta de privilegios concedidos a Celada del Camino por Alfonso X (1255)

Fue en esos años cuando Alfonso X entró en contacto con la lengua gallega, que posteriormente utilizaría en la redacción de las Cantigas de Santa María.
Estas importantes responsabilidades prueban la confianza que Berenguela y Fernando III tenían en García Fernández, quien los apoyó durante la revuelta nobiliaria encabezada por la casa de Lara y posteriormente acompañó al rey en el sitio de Jaén de 1230. Una vez finalizada la tutela de Alfonso se vio más implicado en las campañas militares en Andalucía: ostentaba el cargo de alcaide de Úbeda en 1233 inmediatamente después de la toma de la ciudad, y participó junto a Fernando III en la conquista de Córdoba en 1236.
El favor de la familia real se extendió también sobre todo a su hijo Juan, quien desde 1242 ya aparece como firmante de privilegios reales concedidos por Fernando III y es elegido como mayordomo por Alfonso X (de quien debió ser compañero de juegos en la juventud) nada más acceder al trono. Ostentó ese cargo desde 1252 hasta 1260, año en el que es nombrado almirante de la flota enviada a luchar contra los benimerines en el ataque al puerto de Salé, y la posterior conquista de Cádiz de 1264. Juan también aparece junto a su hermano Alfonso como encargado del deslinde de los límites entre Castilla y Portugal acordados en 1263.

### Fallecimiento
García Fernández dictó su testamento el 20 de octubre de 1241, según un documento de autenticidad controvertida dado que se trata de una copia de fecha muy posterior y que plantea problemas ya en su datación:

Esta carta fue fecha en Villaldemiro, domingo veynte días andados de octubre, anno ab Incarnaçione Domini mill y ducientos y quarenta y vno, era mill ducientos y setenta y ocho annos
Testamento de García Fernández

El año correspondiente a la era (1278) sería 1240, aunque el 20 de octubre solo fue domingo en 1241. En cualquier caso García Fernández ya había fallecido en 1242 cuando su mujer, Mayor Arias, realizó sendas donaciones en su memoria al obispo Juan de Burgos y a la Catedral de Toledo.
El testamento permite valorar el alcance de su fortuna en el momento de su muerte. Legó un total de 6000 maravedís a varios particulares e instituciones eclesiásticas, sobre todo monasterios cistercienses, entre ellos al de Villamayor, al que legó un quinto de sus bienes muebles y heredades. A su hijo Juan le correspondió su atuendo de caballero, el caballo a la Orden del Temple y tres azores a la reina Berenguela. Testó joyas entre otros, y además de a su esposa e hijos, al monasterio de Villamayor y al infante Alfonso. Para liberar a vasallos suyos por entonces prisioneros de los musulmanes también destinó cantidades entre 100 y 500 maravedís, según cada caso.

## Tenencias y posesiones
García Fernández llegó a tener propiedades o derechos señoriales en una amplia zona que abarcaba desde Galicia a Andalucía. Existe documentación que lo acredita para unos setenta y cinco lugares de los que la mayoría, sesenta y dos, se concentraban en la Merindad Mayor de Castilla.
A lo largo de gran parte de su vida García Fernández no dejó de desarrollar una activa política de adquisiciones patrimoniales. En una primera etapa, que coincide con la época de su matrimonio con Teresa Muñoz entre 1203 y 1212, estas adquisiciones se centran en la zona de Villaldemiro.
Entre 1212 y 1216 se frenan las compras, probablemente debido a las repercusiones de la batalla de las Navas de Tolosa, en la que podría haber estado presente, la muerte de Alfonso VIII de Castilla y la agitación política consiguiente. Solo en 1216 se registran adquisiciones en Vilviestre de Muñó, cerca de Villaldemiro, posiblemente relacionadas con su matrimonio con Mayor Arias.
La época de mayor expansión patrimonial corresponde a los años entre 1219 y 1234, cuando su posición en la corte como mayordomo de Berenguela y del rey Fernando III fue la que le debió aportar la riqueza suficiente para la ampliación de sus heredades. Al final de esta época, en 1232 y coincidiendo con el acceso al cargo de mayordomo del rey, se encuentra el único caso en el que dispuso del señorío completo sobre una población cuando el rey le entregó la villa de Manzaneda, en el territorio de la comarca de Limia (Galicia) y, según el documento de donación, en compensación a su apoyo para la obtención de la corona de León. La un tanto extraña ubicación podría estar relacionada con los orígenes familiares de Mayor Arias, a quien en 1255 Alfonso X realizó otra donación en las mismas condiciones, la de Cevico de la Torre en razón de los «muchos seruitios que me ffizo». A esta época también corresponden varias adquisiciones en Celada, localidad donde pasó parte de la infancia el propio rey. También son importantes las donaciones regias recibidas en Andalucía como consecuencia de las conquistas castellanas del periodo. Se documentan posibles heredades en Baeza, Úbeda y Córdoba, así como posteriores a su muerte recibidas por su mujer y sus hijos en Sevilla y en Benacazón.
Sin embargo en 1234 y hasta su muerte siete años después cesan las compras, aunque su esposa Mayor Arias las reanudó en los años posteriores. Una posible explicación sería una mayor implicación en las campañas militares de la Reconquista en Andalucía.
La mayor parte de las posesiones de García Fernández se adquirieron en base al derecho de behetrías y, de hecho, buena parte de los datos que se poseen sobre su evolución posterior proceden del Becerro de las Behetrías de Castilla. Finalmente sus amplios dominios se vieron disgregados sobre todo a causa de su amplia descendencia y a mediados del siglo XIV la familia disponía de escasos derechos señoriales incluso en la zona de Villamayor.

### Monasterio de Santa María la Real de Villamayor

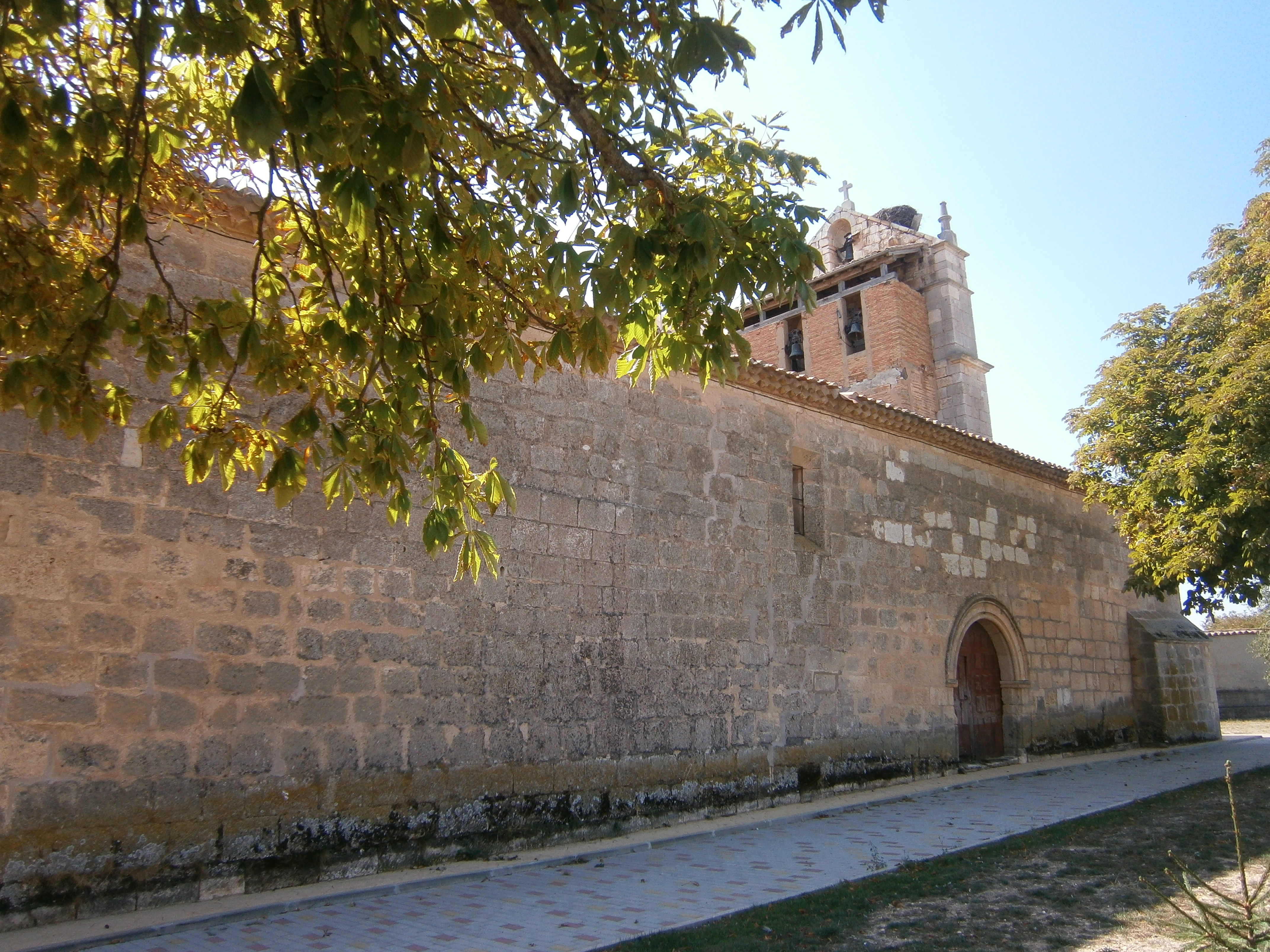
Vista del monasterio de Villamayor.

García Fernández adquirió en 1223 un monasterio masculino que existía desde el siglo XI o principios del siglo XII, dedicado a san Vicente y lo transformó una comunidad cisterciense femenina con advocación a santa María y san Vicente que se inauguró en 1228. Lo colocó bajo la dependencia del monasterio regio de Santa María la Real de Las Huelgas, en Burgos, pero manteniendo independencia jurídica y patrimonial. García Fernández lo dotó abundantemente de bienes tanto a su fundación como posteriormente en su testamento.
Del archivo de este monasterio es de donde proceden gran parte de los datos conocidos sobre García Fernández: unos sesenta documentos referidos directamente a él o a su esposa Mayor Arias. Miembros femeninos de la familia siguieron ocupando cargos importantes en el monasterio durante mucho tiempo. La primera abadesa fue Marina Arias, seguramente hermana de Mayor Arias, y también lo fueron las hijas de García Fernández Marina y Mayor. Esta última todavía era abadesa en 1286, momento en el que dos nietas del fundador ocupaban los puestos de priora y cantora.

## Matrimonios y descendencia
García Fernández tuvo tres hijos de su matrimonio con Teresa Muñoz con quien contrajo matrimonio antes de 1203:
- Rodrigo García de Villamayor (antes de 1212-c. 1255)[40]
- Fernán García de Villamayor[40] (antes de 1212-después de 1259)
- Mayor García de Villamayor[40] (antes de 1212-después de 1286), esposa de Gutierre Fernández. Después de enviudar, fue priora y después abadesa en el monasterio fundado por sus padres.[41]

De su matrimonio con Mayor Arias con quien ya aparece casado en 1216, nacieron:
- Juan García de Villamayor[40] (después de 1216-después de junio de 1266), esposo de Urraca Fernández de Castro, hija de Fernán Gutiérrez de Castro.[42]
- Alfonso García de Villamayor[40] (después de 1216-c. 1292), casado con Elvira Fernández, también hija de Fernán Gutiérrez de Castro.  Después de enviudar, fue priora en el monasterio fundado por sus suegros.[43]
- Diego García de Villamayor[40] (después de 1216-después de 1286), contrajo matrimonio con Leonor Fernández de Castro, hermana de Urraca y Elvira, las tres hijas de Fernán Gutiérrez de Castro.[44]
- Mencía García de Villamayor[40] (después de 1216-después de febrero de 1262), casada con Alvar Núñez, con descendencia.  También fue abadesa en el monasterio fundado por sus padres.[41]
- Marina García de Villamayor[40] (después de 1216-después de febrero de 1262), casada en primeras nupcias con Gómez González de Roa, con descendencia, y después de 1236, con Pedro Ruiz Manrique, II señor de Amusco. Después de enviudar de su segundo marido, se retiró al monasterio de Villamayor de los Montes.[45]
- Teresa García de Villamayor[40] (después de 1216-después de febrero de 1262), se casó con Rodrigo Pérez.[46]
- Urraca García de Villamayor (después de 1216-después de 1247), fallecida en vida de su madre, contrajo matrimonio con Gutierre Suárez,[40] padres de Gil y de Juana Gutiérrez.[46]

Es posible, aunque dudoso, que también fueran hijas del matrimonio Elvira y Mayor Arias.